# Раш, Дженнифер
Дженнифер Раш (при рождении Хайди Штерн; англ. Jennifer Rush; 28 сентября 1960, Нью-Йорк) — американская поп-певица немецкого происхождения.
В 1980-е годы была особенно популярна в Германии. Мировую известность ей принесла песня «The Power of Love».

## Детство
Раш родилась как Хайди Стерн в Астории в Квинсе и имеет двух старших братьев. Ее отец, Морис Стерн, оперный тенор, педагог по вокалу и скульптор. Ее родители развелись, и она и ее братья жили со своей матерью, а затем с ее отцом и его второй женой в Верхнем Вест-Сайде Манхэттена. Раш изучала игру на скрипке в Джульярдской школе, а также научилась играть на фортепиано, хотя эти инструменты ей не нравились, и вместо этого она начала играть на гитаре наедине. Когда Раш было девять лет, семья Штернов переехала в Германию. Они вернулись в США, когда она была подростком. Она также какое-то время жила в Сиэтле, когда ее отец был профессором по вокалу в Вашингтонском университете.

## Карьера
Первый альбом Раш, названный ее первоначальным именем Хайди Стерн, был выпущен в Сиэтле, штат Вашингтон, в 1979 году. После встречи с певцом, автором песен и продюсером Джином МакДэниелсом в Сиэтле Раш вылетела в Лос-Анджелес, чтобы записать с ним демо-песни. Раш считает Макдэниелса своим первым и самым влиятельным наставником как автора песен и певца. В 1982 году, благодаря настойчивости Макдэниелса, Раш переехала в Висбаден, Германия, где ее отец работал оперным певцом. Как музыканты, и ее отец, и Макдэниелс знали, что Германия очень гостеприимна к певицам. Например, она появилась в Мюнхене в 1984 году во время записи второго альбома Панарамы «Protection», но все еще под своим первоначальным именем Хайди Штерн. 
Раш продолжала быть плодовитым автором песен и написала в соавторстве многие песни для своих альбомов со своими продюсерами, включая Десмонда Чайлда, Фила Рамона, Майкла Дж. Пауэлла, Кристофера Нила и Дайан Уоррен. 
Она записала хиты как певица по всей Европе, Африке и Азии с такими песнями, как «Кольцо льда», «Судьба», «Я рассыпаюсь», «Глаза Мадонны», «Пламя рая» (дуэт с Элтоном Джоном), « 25 любовников», «Пока я не любил тебя» (дуэт с Пласидо Доминго), «Сердце важнее разума», «Ты мой единственный и неповторимый», «Кто хочет жить вечно» (дуэт с Брайаном Мэем из Queen) и "Amigos Para Siempre" (дуэт с Хосе Каррерасом). 
Родители Раш впервые встретились, когда они оба учились в Истменовской музыкальной школе в Рочестере, штат Нью-Йорк. Дженнифер посвятила выпуск своего первого альбома своей матери "In Memory of Barbara", которая умерла от рака еще до его выпуска и многомиллионных продаж по всему миру. Оба ее старших брата также стали музыкантами: Роберт «Бобби» Стерн стал саксофонистом, а Стивен Стерн стал гитаристом, певцом и автором песен под именем «Стиви Блю». В 2010 году Раш заявила, что она приняла свое имя исполнителя «Дженнифер» по настоянию своей первой издательской / звукозаписывающей компании CBS Songs, издательского подразделения CBS Germany, с которым она подписала свои первые контракты. 
В самом начале своей карьеры она хотела сосредоточиться только на написании песен, а не на пении. Это был написанный в соавторстве сингл "The Power of Love", пятый и последний сингл с ее первого LP, который стал самым продаваемым синглом 1985 года в Соединенном Королевстве, а также стал значительным хитом в Великобритании. Австралия, Ирландия, Канада, Дания, Франция, Германия, Италия, Япония, Норвегия, Португалия, Южная Африка и Швеция, и был занесен в Книгу рекордов Гиннеса как «самый продаваемый сингл сольной исполнительницы в истории». британской музыкальной индустрии». «Сила любви» сохраняла этот статус до 1992 года, когда ее продажи превзошли «Я всегда буду любить тебя» Уитни Хьюстон. "The Power of Love" более восьми недель возглавлял чарты Австралии, Южной Африки и многих европейских стран. Но хотя он занял первое место в нескольких других странах, версия Раш достигла только 57-го места в чарте Billboard Hot 100 США. После нескольких кавер-версий других исполнителей версия Селин Дион произвела фурор в чартах США в 1994 году. 
Раш по-прежнему успешно пела на английском и испанском языках, где ее следующие два альбома занимали первое место в течение 14 и 9 недель соответственно. Однако в Великобритании ее карьера в чартах претерпела лишь несколько спорадических всплесков успеха, но ей удалось попасть в три топ-50 альбомов. Ее альбом Heart over Mind 1987 года, в который вошли композиции Десмонда Чайлда, Майкла Болтона и Дайан Уоррен, а также гитарные партии Ричи Самборы (Bon Jovi), принес ей успех в Top 40 в ее родной стране с песней "Flames of Paradise", The Elton. Дуэт Джона, упомянутый выше. Она также записала упомянутые выше дуэты с Майклом Болтоном, Пласидо Доминго и Брайаном Мэем. 
Раш добилась своего успеха в 1990-х, выпустив четыре альбома, последним из которых был Classics 1998 года, вместе с новыми песнями, а также перезаписав свои самые большие хиты с Венгерским филармоническим оркестром. После этого она взяла отпуск в Нью-Йорке, посвятив время своей дочери, которая родилась в 1993 году. Недавно она публично признала, что известность в Нью-Йорке как автора песен, а не певицы, позволила ей воспитать дочь в том, в чем она считается более стабильной средой, чем она была воспитана. Она по-прежнему могла путешествовать и выступать, но также наслаждалась общепризнанной роскошью сочинять песни с коллегами с Восточного побережья и быть доступной для своей дочери как матери-одиночки. 
В новом тысячелетии последовала серия сборников лучших хитов. В августе 2007 года она выпустила бокс-сет Stronghold - The Collector's Hit Box. В этот сборник вошли все синглы Rush с 1982 по 1991 год (с ее первой звукозаписывающей компанией) и в их «расширенных версиях», если они были доступны. Он также включал все би-сайды и другие редкие или неизданные треки (среди них четыре тематические песни о Джеймсе Бонде, записанные вживую в 1984 году и выпущенные Берлинским филармоническим оркестром только очень ограниченным тиражом).
6 марта 2009 года она объявила на своем официальном сайте, что подписала всемирный контракт на запись с Sony Music/Ariola только на один альбом Now Is the Hour, который был выпущен в 2010 году. Это ознаменовало возвращение на лейбл, где она совершила свой международный прорыв в 1980-х, на котором выпустила первые пять студийных альбомов в своей карьере. Now Is the Hour был выпущен 5 марта 2010 г. в большинстве стран Европы и 8 марта 2010 г. в Великобритании.

## Дискография
- 1979 — Heidi
- 1984 — Jennifer Rush
- 1985 — Movin'
- 1987 — Heart Over Mind
- 1988 — Passion
- 1989 — Wings of Desire
- 1991 — The Power of Jennifer Rush
- 1992 — Jennifer Rush
- 1995 — Out of My Hands
- 1997 — Credo
- 1998 — Classics
- 2007 — Stronghold - The Collector's Hit Box
- 2010 — Now Is the Hour
- 2013 — Rush Hour: The Original Hits (3 CD)

## Стиль
На стиль Дженифер оказали сильное влияние крунинг, кроссовер и классика.